# CRRC
CRRC Corporation Limited — китайская корпорация, крупнейший в мире производитель железнодорожного подвижного состава, занимающий около половины мирового рынка, значительно опережая своих конкурентов (среди основных — германская Siemens Mobility, французская Alstom, канадская Bombardier Transportation, японская Hitachi и корейская Hyundai Rotem). 
В рейтинге Forbes Global 2000 за 2019 год заняла 294-е место среди двух тысяч крупнейших публичных компаний мира.
Крупнейшими акционерами компании являются материнская государственная CRRC Group (контрольный пакет в 55,9 %), а также государственные инвестиционные компании China Securities Finance (2,9 %) и Central Huijin Investment (1,1 %).
Акции CRRC Corporation котируются на Шанхайской и Гонконгской фондовых биржах. 

## История
Первый завод по производству железнодорожного транспорта в Китае появился в конце XIX века. После Синьхайской революции началась индустриализация страны, в частности быстро развивалась сеть железных дорог. Преобладали импортные паровозы, в основном японского и американского производства, хотя было налажено и собственное производство паровозов по образцу японских. К 1949 году протяжённость путей в Китае составляла 22 тысячи км (хотя после войн только половина из них была годной для эксплуатации). В октябре 1949 года при Министерстве железных дорог было создано Бюро заводов по производству и ремонту подвижного состава; основная часть локомотивов и вагонов импортировалась из СССР, собственные мощности занимались в основном ремонтом и модернизацией имеющегося рельсового транспорта. Хотя в 1961 году была открыта первая электрифицированная линия, паровозы долгое время оставались основным видом локомотивов, поскольку были просты в производстве и эксплуатации и работали на угле, самом доступном в Китае топливе; производство паровозов было полностью прекращено только в 1988 году, а с эксплуатации сняты в 2003 году.
С началом в 1979 году «политики реформ и открытости» география импорта локомотивов и вагонов была существенно расширена, начали появляться совместные предприятия с западными партнёрами. В 1986 году Бюро фабрик было реорганизовано в Промышленную корпорацию локомотивов и подвижного состава, через три года она была выведена из подчинения Министерства железных дорог. В начале 2000-х годов для создания конкуренции на внутреннем рынке корпорация была разделена на две, северную (CNR) и южную (CSR). В 2007—09 годах была проведена реорганизация обеих компаний, были созданы полностью государственные холдинговые компании (CNR Group и CSR Group), а основные производственные мощности переданы дочерним компаниям этих холдингов, часть акций которых была размещена на Шанхайской и Гонконгской фондовых биржах. К этому времени обе компании достигли уровня выручки, сопоставимого с мировыми лидерами отрасли, германской Siemens Mobility, французской Alstom и канадской Bombardier Transportation.
Протяжённость железнодорожных путей в КНР быстро росла и к 2010 году достигла 90 тысяч км (вторая в мире после США), 46 % путей был электрифицирован. Соответственно росла потребность в локомотивах и вагонах, только в 2006—10 годах Министерство железных дорог вложило 1,25 трлн юаней ($200 млрд) в покупку 1500 локомотивов, 4000 пассажирских и 150 000 грузовых вагонов. В следующую пятилетку объём инвестиций в развитие железных дорог был ещё большим. Это способствовало не только росту объёмов производства, но и совершенствованию продукции, полностью на китайских технологиях был разработан локомотив China Star, способный развивать скорость до 270 км/ч; параллельно велась и модернизация путей, на 2018 год на КНР приходится две трети от мировой протяжённости высокоскоростных железнодорожных путей (29 тысяч км). Таким образом, современная продукция и более низкие чем у западных конкурентов цены позволили двум корпорациям начать выход на рынки других стран. Когда доля импорта достигла значительного процента (около 8 %), в конце 2014 года было решено две корпорации воссоединить под названием CRRC (сокращённо от China Railway Rolling Stock Corporation — «Китайская корпорация железнодорожного подвижного состава»). Образовавшаяся корпорация начала агрессивную экспансию на зарубежные рынки. Символической стала победа CRRC в тендере на поставку 24 двухэтажных междугородних электричек Монреаля в 2017 году, ведь в этом канадском городе базируется основной конкурент, Bombardier Transportation, который также является оператором этой сети. Другие крупные контракты включают поставку пригородных поездов для Филадельфии, высокоскоростных поездов для Индонезии и Таиланда, служебных вагонов для Лондонского метро, локомотивов для Македонии, оснащении подвижным составом железной дороги между Джибути и Эфиопией, ряд контрактов с Аргентиной, включая покупку местной компании Emprendimientos Ferroviarios, поставку вагонов метро для Бостона, Чикаго, Лос-Анджелеса, Харькова и Ханоя.

## Деятельность
Основные подразделения:
- железнодорожное оборудование — производство локомотивов, пассажирских и грузовых вагонов, технического оборудования для обслуживания железнодорожных путей; это подразделение приносит более половины выручки (в 2018 году 120 млрд юаней из 215 млрд);
- городской транспорт — производство городского рельсового транспорта (вагонов метро, трамваев), реализация связанных с ними проектов; выручка 34,6 млрд юаней;
- промышленное оборудование — электрическое и механическое оборудование для промышленности, в основном комплектующие для транспорта; выручка 49,3 млрд юаней;
- услуги — финансовые, логистические и торговые услуги; выручка 10,6 млрд юаней;
- международный бизнес — на международных рынках корпорация не только продаёт подвижный состав, но и предлагает услуги по финансированию проектов (с помощью китайских банков), обеспечивает обслуживание и управление транспортными сетями; на зарубежную деятельность приходится около 10 % выручки (19,2 млрд юаней).

Производственные мощности позволяют выпускать 1530 локомотивов, 2300 пассажирских и 51 500 грузовых вагонов, 11 840 единиц городского транспорта в год.

## Дочерние структуры
Основные дочерние структуры на конец 2018 года:
- CRRC Changchun — разработка, производство, ремонт, продажа и лизинг электровозов, пассажирских вагонов и городского транспорта, их техническое обслуживание (Чанчунь).
- CRRC Qingdao Sifang[англ.] Locomotive & Rolling Stock (Циндао) — разработка и производство электровозов, пассажирских вагонов и городского транспорта, их техническое обслуживание.[13][14]
- CRRC Tangshan — производство, продажа и лизинг железнодорожного транспорта (включая электрические и дизельные локомотивы), маглевов, городского транспорта.
- CRRC Zhuzhou Electric Locomotive — разработка и производство электровозов и городского транспорта (Чжучжоу).
- CRRC ZELRI — разработка и производство электроприводов  и другого электрооборудования для транспорта.

CRRC Corporation владеет крупным пакетом акций страховой компании China United Insurance Holding.